# Маскирана водна змия
Маскираните водни змии (Homalopsis buccata) са вид влечуги от семейство Homalopsidae, единствен представител на род Homalopsis.
Разпространени са в Югоизточна Азия и североизточните части на Южна Азия.
Таксонът е описан за пръв път от шведския ботаник и зоолог Карл Линей през 1758 година.